# Рено (команда Формулы-1, 1977—1985)
Команда Рено Эльф (фр. Équipe Renault Elf) — бывшая французская команда участвовавшая в чемпионате мира Формулы-1 в период с 1977 по 1985 годы.

## История
Команда дебютировала в Формуле-1 как французский национальный проект — в команде выступали французские гонщики, машины оснащались шинами французской компании Michelin, спонсором был французский нефтяной концерн Elf Aquitaine. Первое участие Renault в Формуле-1 было представлено дочерней компанией Рено Спорт. Команда Renault вошла в конце чемпионата на пять гонок в 1977 году одним автомобилем, с пилотом Жан-Пьером Жабуи. Renault RS01 стала машиной с 1,5-литровым турбированным двигателем Renault-Gordini V6, а команда стала первой кто стал регулярно использовать турбированные моторы в Формуле-1. Болид, пилотируемый Жабуем, получился одним из самых мощных в пелотоне, но оказался крайне ненадежным и не сумел закончить ни одну из гонок, в которых участвовал, став чем-то вроде посмешища в своих первых заездах и заработав прозвище "желтый чайник".

### Equipe Renault Elf
Команда получила название Equipe Renault Elf спонсором которой был французский нефтяной концерн Elf Aquitaine.

#### 1970-е

##### Сезон 1977

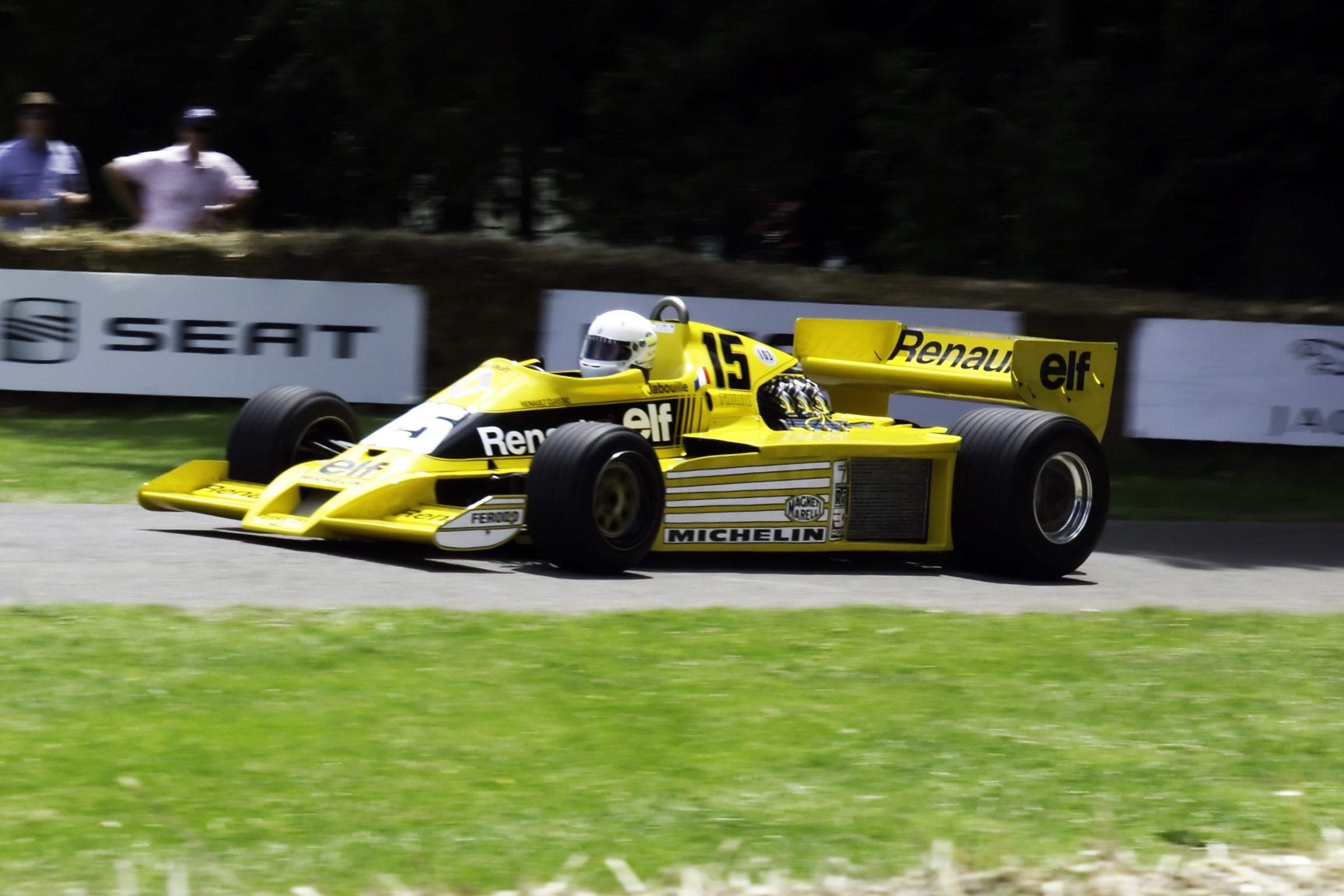
Показательные заезды на RS01 в 2011 году.

Первая гонка, в которой должна была дебютировать новая команда Equipe Renault Elf, Гран-при Франции 1977 года, девятый этап сезона, но автомобиль ещё не был готов и дебют команды был отложен до следующего Гран-при в Великобритании. Первая квалификационная сессия не была успешной, Жан-Пьером Жабуи квалифицировался 21-м из 30 пилотов, а всего стартовали 26. Жабуи отстал на 1,62 секунды от взявшего поул Джеймса Ханта на McLaren. Жабуи неплохо шёл в гонке, поднявшись до 16-го места, прежде чем турбированный двигателем автомобиля вышел из строя на 17-м круге. Два последующих Гран-при Германии и Австрии команда пропустила, так как болид отправился на доработку после провального Британского дебюта. Вернувшись на Гран-при Нидерландов команда квалифицировалась намного лучше на 10-м месте. Жабуи не очень удачно стартовал, но ему удалось пройти до 6-го места, прежде чем он повредил подвеску на 40-м круге.
На очередном Гран-при в Италии Жабуи опять плохо квалифицировался, на 20-м месте. По ходу гонки он шёл за пределом топ-10, пока его двигатель не вышел из строя на 24-м круге, в очередной раз показав не очень хорошую надёжность. На Гран-при США квалификация прошла немного удачнее, Жан-Пьером Жабуи квалифицировался 14-м, но скорости по прежнему не было и он снова шёл ниже 10 места. По итогу болид сошёл с дистанции на 31-м круге, с очередной проблемой, на этот раз с генератором переменного тока. На Гран-при Канады Жабуи единственный кому не удалось квалифицироваться из 27 пилотов. Жабуи отстал более чем на 7,5 секунд от поула Марио Андретти из Lotus и почти на две секунды от своего ближайшего соперника Руперта Кигана на Хескете. После этого на финальную гонку в Японию Renault не поехала.

##### Сезон 1978

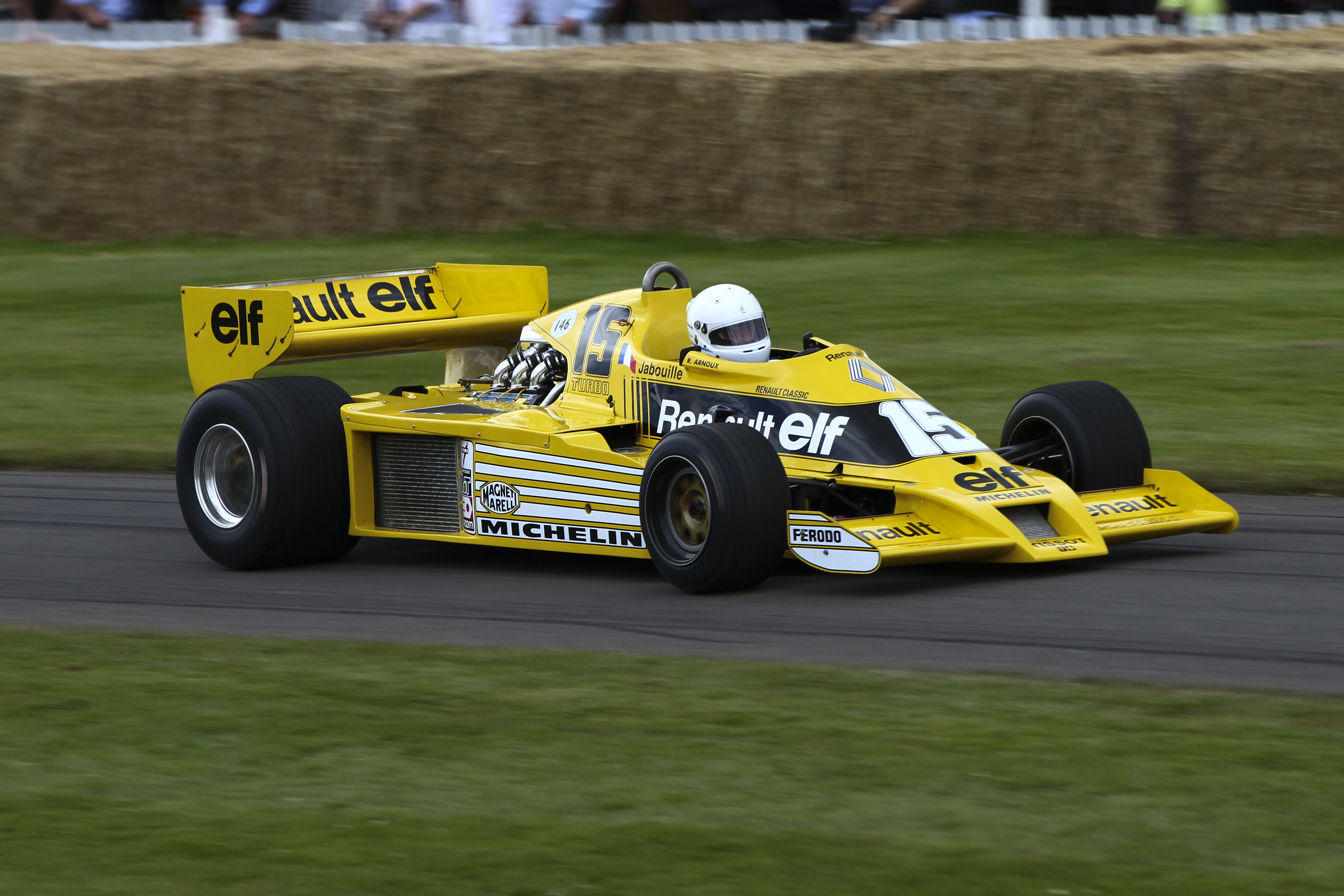
Показательные заезды на RS01 в 2012 году.

Следующий год для команды был не многим лучше, четыре подряд схода с дистанций были из за выхода из строя двигателя, только на предпоследней гонке сезона на Гран-при США команда показала неплохой результат финишировав 4 и заработав первые очки. Это были единственные три очка в сезоне заработанные командой, а по итогу сезона Renault заняла 12 место. Дважды RS01 квалифицировался 3-м в сетке, на Гран-при Австрии и Гран-при Италии, хотя и в этих Гран-при болид сошёл с дистанции.
Команда не участвовала в первых двух гонках 1978 года, в Аргентине и Бразилии и начала сезон только с Гран-при ЮАР в Кьялами. Жан-Пьером Жабуи квалифицировался на шестом месте, лучшая квалификационная позиция для Renault на тот момент, отстав от занявшего поул Ники Лауды на Брэбеме всего на 0,71 секунды. Не самый удачный старт откатил его из очковой зоны в начале гонки. По ходу гонки болид сошёл на 39-м круге из за электрических проблем. На следующем Гран-при в США-Запад на трассе Лонг-Бич, Жабуи квалифицировался 13-м, но снова сошёл с дистанции на 44-м круге, из за проблем с турбонаддувом. На Гран-при Монако Жабуи квалифицировался только 12, но по итогу гонки он впервые финишировал на десятом месте чемпионате Формулы-1 не сойдя с дистанции, отстав на 4 круга от победившего Патрика Депайе из команды Тиррелл.

##### Сезон 1979

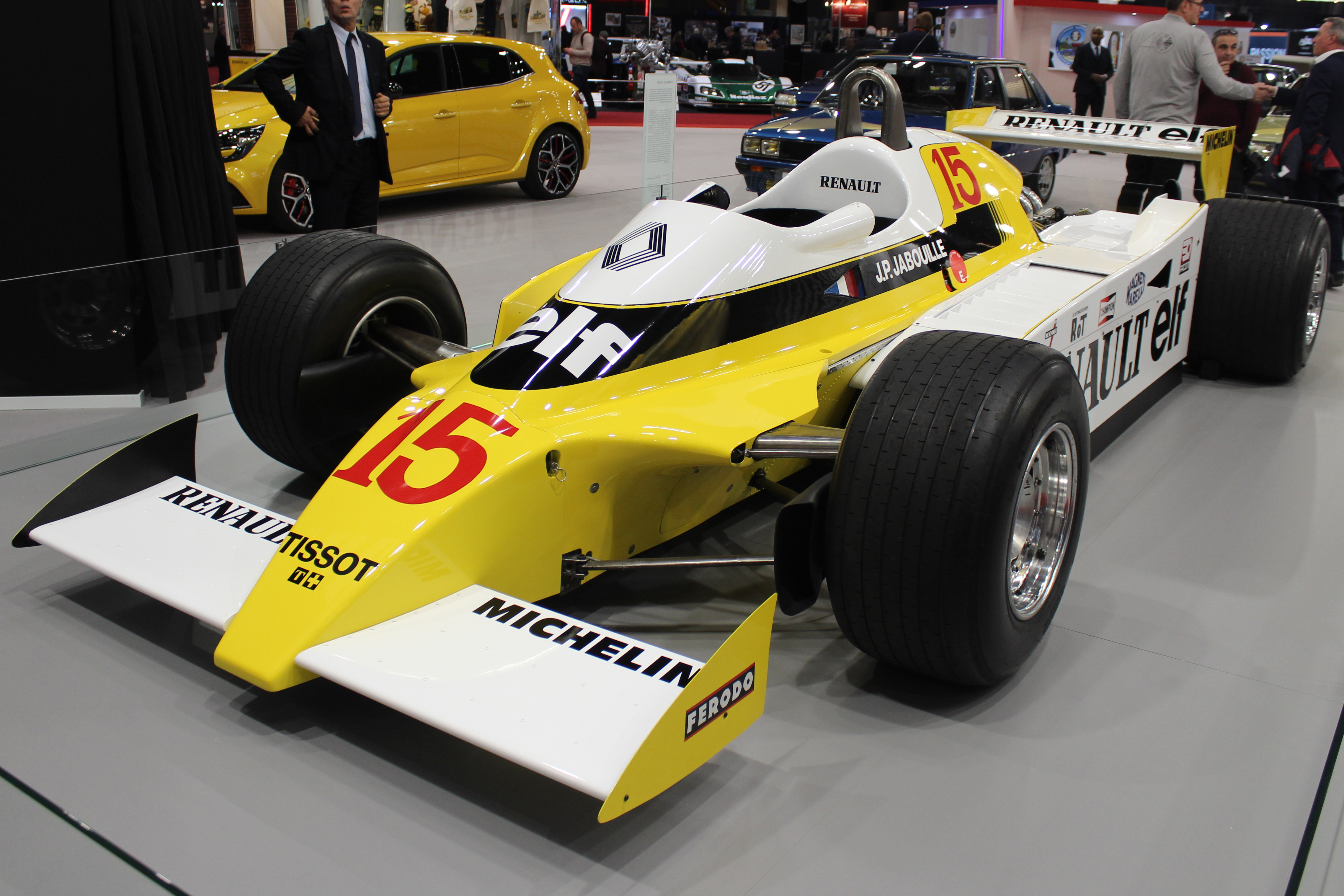
RS10 на выставке в 2019 году.

Первую половину сезона Renault как и в прошлые два сезона выставляла на гонку болид RS01. В сезоне 1979 года команды выставила двух пилотов, к Жан-Пьеру Жабуи присоединился Рене Арну Как и в прошлые годы команда часто сходила с дистанции но теперь уже двумя болидами. На Гран-при США-Запад Renault вообще не стартовала - Жан-Пьер Жабуи не принял участие в гонке из-за аварии и разбитой машины которую не успели восстановить, а Рене Арну не стартовал из-за технической проблемы.
В третей гонке сезона на Гран-при ЮАР Жабуи завоевал поул, но финишировать опять не получилось, на 47 круге подвёл двигатель. К середине сезона у обоих пилотов появился новый болид с RS10, до этого начиная с третей гонки сезона на нём ездил только Жан-Пьеру Жабуи. На Гран-при Франции команда добилась первого хорошего результата, в квалификации оба пилота заняли 1 и 2 место на старте, а в гонке Жабуи победил, а Арну финишировал третьим при этом показав лучший круг.
В дальнейшем на Гран-при Великобритании и Гран-при США Арну ещё дважды удавалось подняться на подиум на второе место, Жабуи ещё один раз финишировал вне очковой зоны на 16 месте на Гран-при Италии.

#### 1980-е

##### Сезон 1980

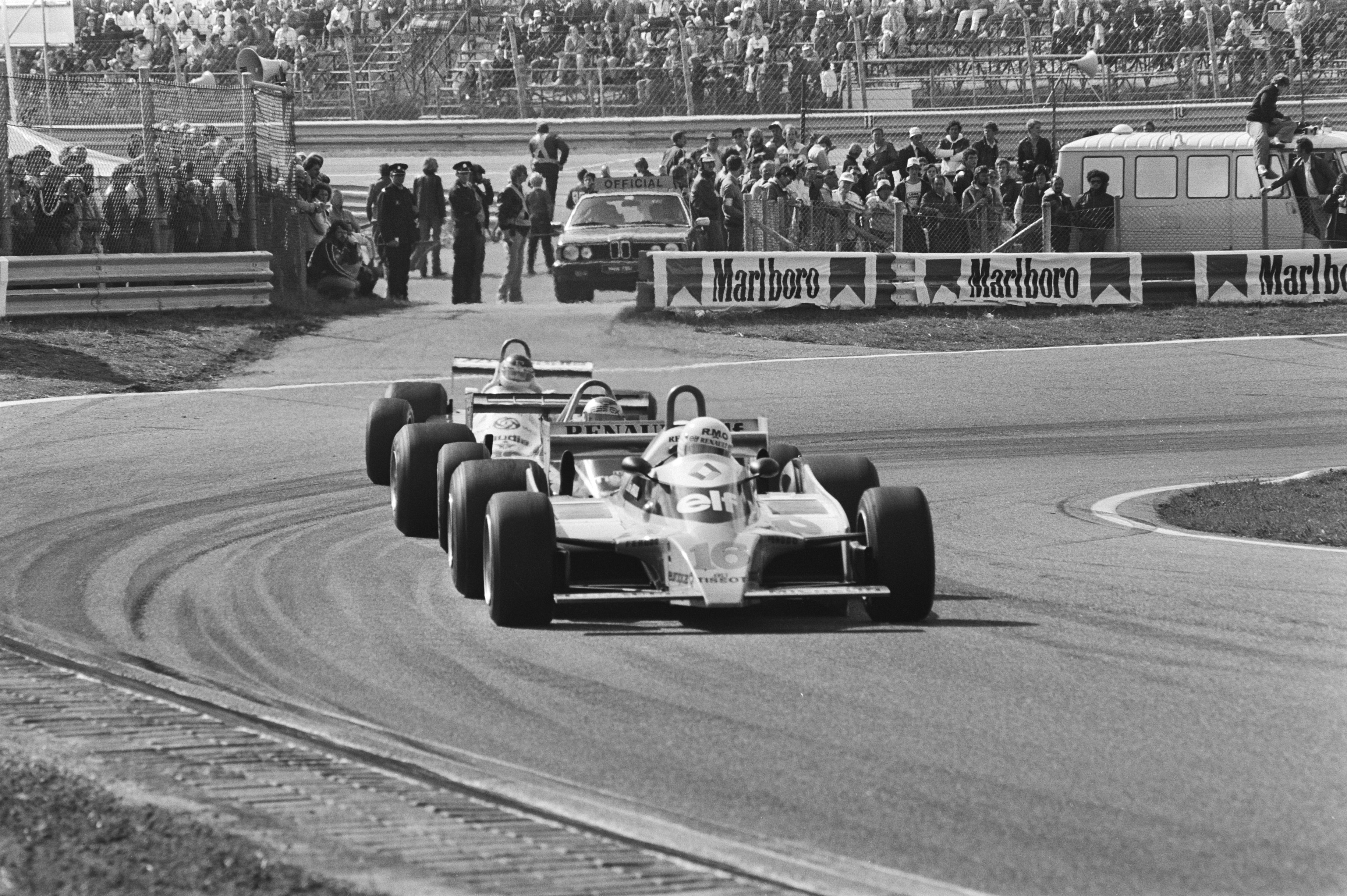
Рене Арну за рулем RE20

В сезоне 1980 года команда представила новую модель болида Renault RE20, шины как и в прошлые годы поставляли французские шинники Michelin. За руль болида RE20 как и в прошлом году сели Жан-Пьер Жабуи и Рене Арну.
Сезон начался не лучшим образом, оба пилота сошли в первой гонке, но уже на Гран-при Бразилии и Гран-при ЮАР Рене Арну финишировал на первом месте показав лучшее время в обеих гонках. Жан-Пьер Жабуи хоть и сошёл в них, но на обеих квалификациях занимал поул. На Гран-при Австрии Жабуи завоевал первую победу и первые очки, одни же и последние. На всех остальных гонках кроме Гран-при США-Запад он сошёл, а на США-Запад финишировал вне очковой зоны. Рене Арну ещё один раз поднимался на пьедестал, на Гран-при Нидерландов финишировав вторым. Всего за сезон пилоты Renault 8 раз стартовали с первого поля, 5 раз с поула и 4 раза на первом и втором месте одновременно.
В конце года Жабуи сильно разбился на Гран-при Канады и получил серьёзные травмы ног, что фактически положило конец его карьере гонщика. Команда завершила сезон на четвёртом месте с 38 очками, их лучшая финишная позиция с тех пор, как они дебютировали в Формуле-1.

##### Сезон 1981

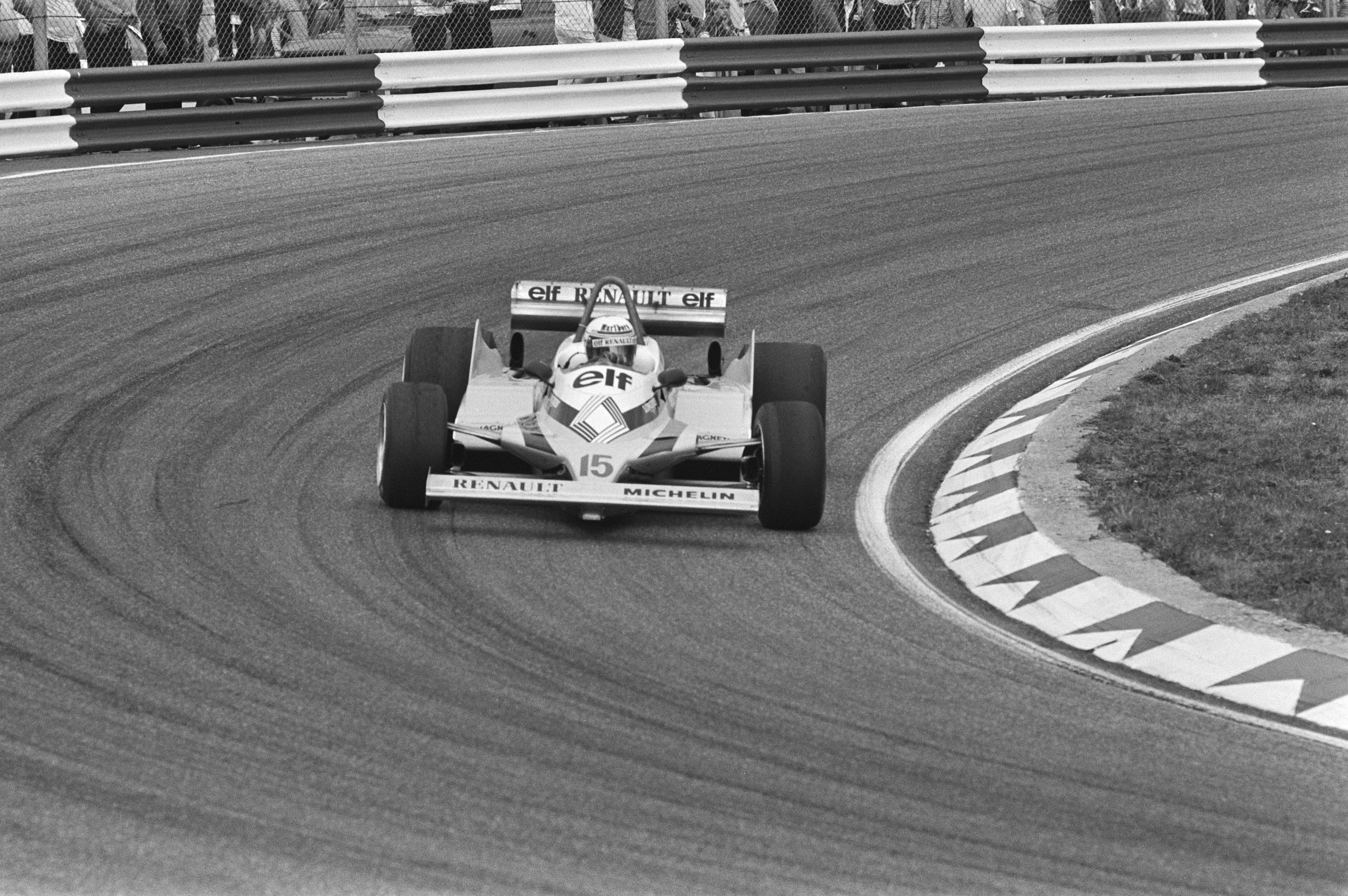
Ален Прост за рулем RE30

В сезоне 1981 года в качестве партера Рене Арну пришёл новый французский пилот Ален Прост, который заменил Жан-Пьера Жабуи. В первых пяти гонках сезона конюшня использовала обновленную версию болида предыдущего сезона, RE20B, а качестве поставщика шин были всё те же шинники Michelin.
Оба пилота команды заработали свои первые очки в сезоне в третьей гонке, на Гран-при Аргентины. Ален Прост заработал свой первый подиум поднявшись на 3 ступень пьедестала, а Рене Арну финишировал пятым. На Гран-при Монако оба пилота команды получили новый болид Renault RE30, но не одному из них не удалось финишировать. Проста подвёл двигатель, а Арну попал в аварию.
На домашней Гра-при во Франции конюшня снова добилась хорошего результата, Ален Прост одержал свою первую победу в карьере при этом установив быстрый круг, а Рене Арну финишировал четвёртым, Арну в квалификации заработал поул, но не смог его реализовать. На Гран-при Нидерландов и Гран-при Италии Ален Прост два раза подряд финишировал первым, при этом в Нидерландах заработав поул. Лучшее место в сезоне у Арну второе место на Гран-при Австрии, где он стартовал с поула. Так же у команды было ещё два подиума которые заработал Прост дважды финишировал на второй строчке в Германии и в Лас-Вегасе.
В Кубоке конструкторов команда Renault занял третье место, заработав в общей сложности 54 очка за сезон.

##### Сезон 1982

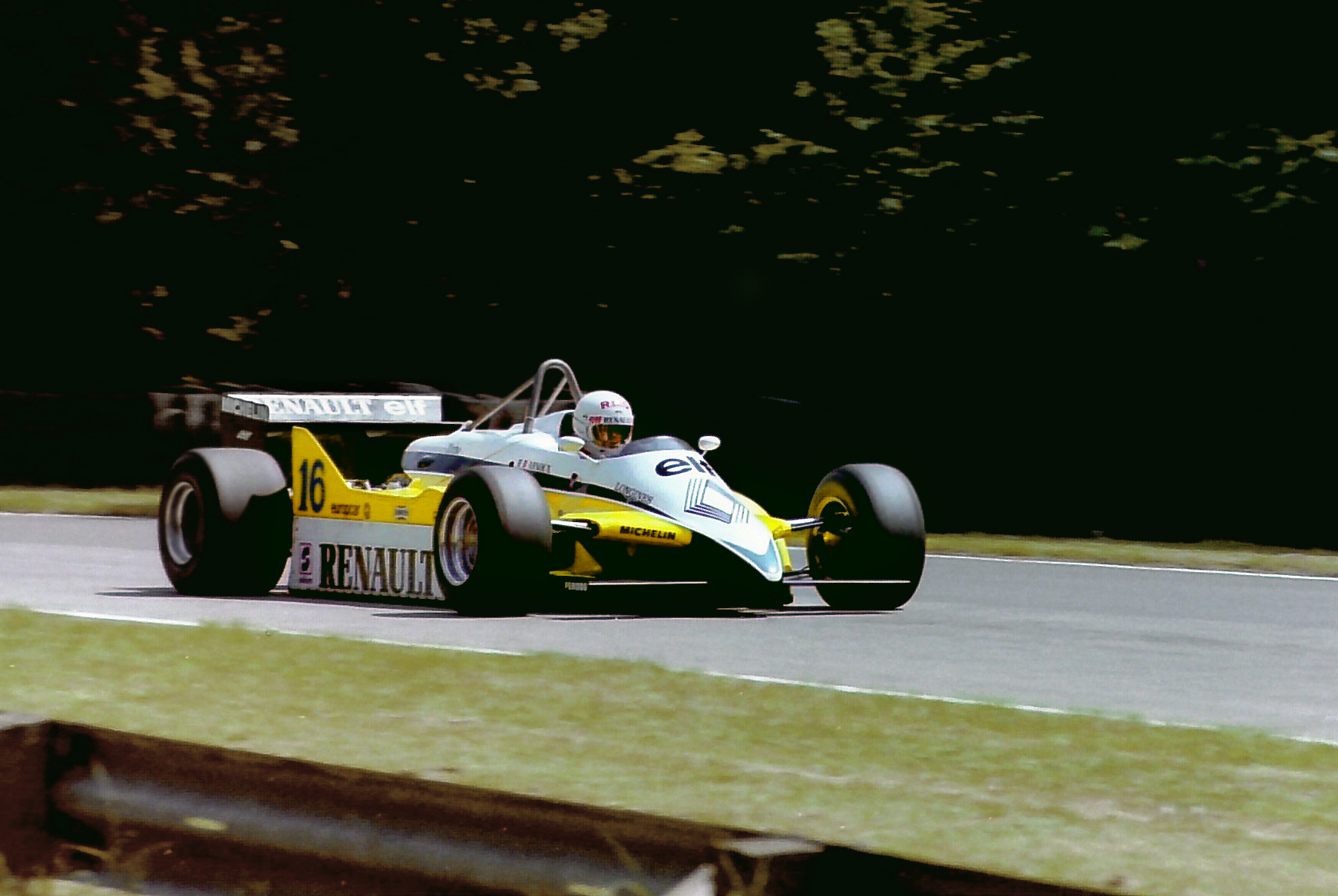
Рене Арну за рулем RE30B

В сезоне 1982 года в команде последний раз выступали два пилота из Франции Ален Прост и Рене Арну, в дальнейшие годы стали появляться пилоты других национальностей. Michelin продолжала оставаться поставщиком шин.
Сезон начался хорошо, в первой же гонке на Гран-при ЮАР Ален Прост победил, при этом установив лучший круг, Арну тоже финишировал на подиуме, на 3 месте, правда он стартовал с поула. На следующем Гран-при в Бразилии Прост снова побели стартовав с поула и установив лучший круг. Вплоть до Гран-при Франции обоим пилотам не удавалось показать достойные результаты, хотя в некоторых они стартовали с поула.
На Гран-при Франции команда показала лучший результат в сезона, оба пилота были на подиуме. Ален Прост финишировал в гонке вторым, а Рене Арну первым стартовав с поула. Во Франции 82 года это был первый уик-энд, когда 1 и 2 места завоевали сразу оба пилота. Рене Арну ещё один раз в сезоне удалось поднятся на первое место на Гран-при Италии попутно показав лучшее время. По мимо этого у команды было ещё два вторых места — Арну на Гран-при Германии и стартовавшего с поула и Проста на Гран-при Швейцарии.
В течение сезона различия между топ командами были примерно ровны, но у Renault был самый быстрый автомобиль. Однако проблемы с надежностью снова были слабым местом конюшни. Прост и Арну завоевали в общей сложности 62 очка, позволив команда закончить сезон на 3 месте в кубоке конструкторов.

##### Сезон 1983

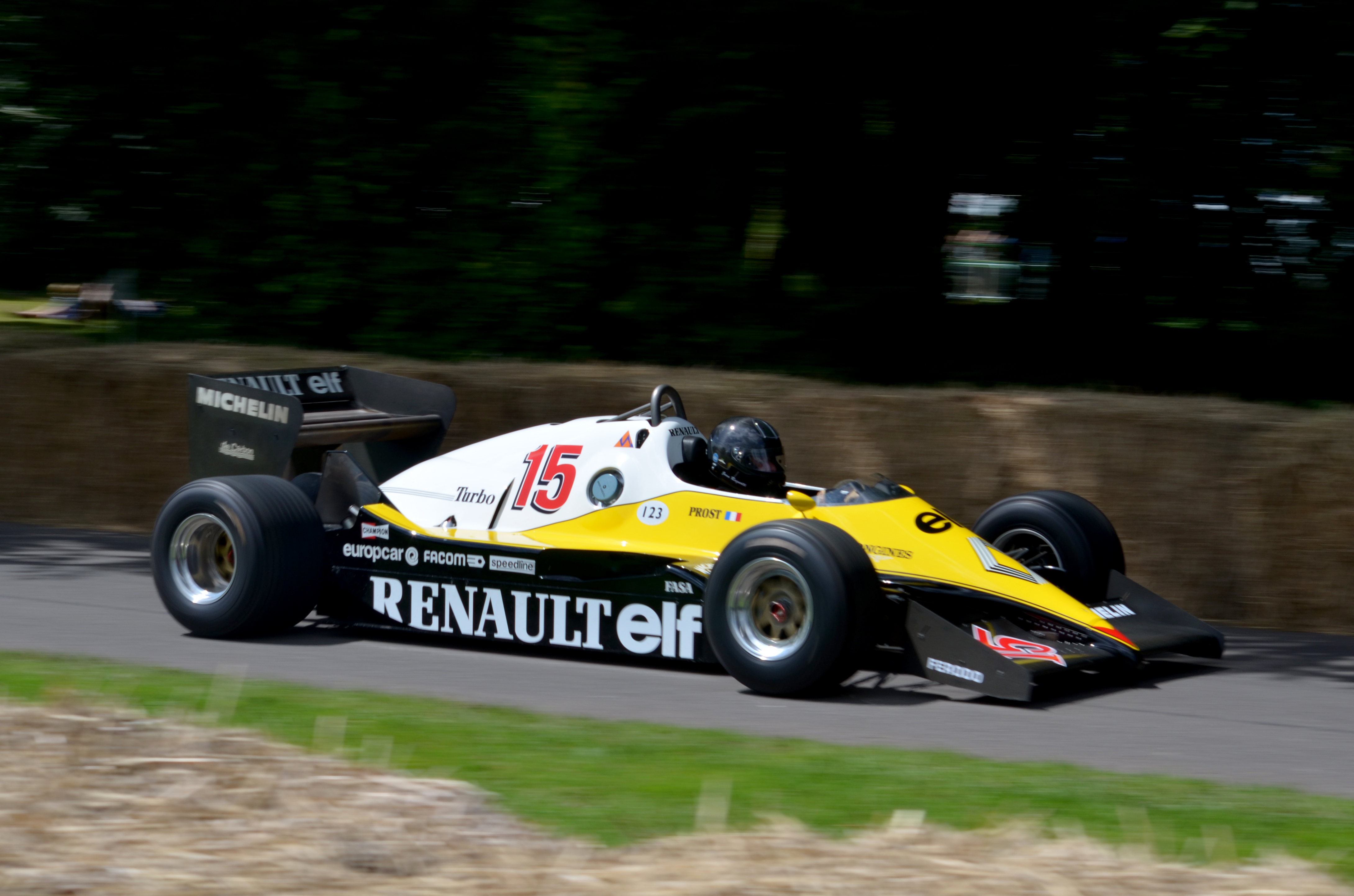
Показательные заезды на RE40 в 2012 году.

В сезоне 1983 года партнёром Алена Проста стал американский пилот Эдди Чивер, так как Рене Арну перешёл в Ferrari. Чивер стал первым пилотом уроженцем не Франции. В первой гонке сезона команда эксплуатировала третью версию болида RE30 - RE30C, в роли шинников выступали как и прошлые годы компания Michelin.
Результаты начали улучшаться, когда конюшня начала использовать новый болид из углеродного волокна RE40 на Гран-при США-Запад. Первые очки и подиум команда заработала на Гран-при Франции. Ален Прост стартовав с поула финишировал на первом месте, попутно установив лучшее время, Эдди Чивер так же поднялся на подиум на 3-е место. Далее три Гран-при подряд Прост приезжал на подиум, 2-м в Сан-Марино, 3-м с поула в Монако и очередная победа с поула в Бельгии. В Бельгии успех поддержал и Чивер поднявшись на подиум, на 3-е место.
Далее в сезоне пилоты Renault ещё пять раз поднимались на подиум. Дважды первым был Прост с лучшими кругами на Гран-при Великобритании и Гран-при Австрии, два раза было второе место Чивер на Гран-при Канады, а Прост на Гран-при Европы. Так же ещё одно очередное третье место Чивера на Гран-при Италии. В конце сезона разочаровавшись в команде Прост сделал несколько нелестных отзывов и в конечном итоге был уволен.
В Кубоке конструкторов Renault впервые занял второе место с 79 очками, отстав от обладателей кубка Ferrari на десять очков.

##### Сезон 1984

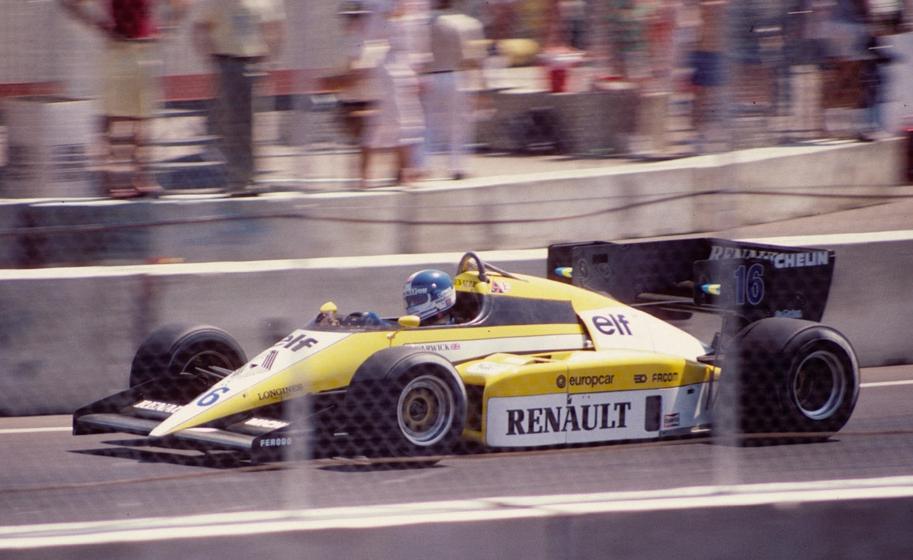
Дерек Уорик пилотирует RE50 на Гран-при Далласа 1984 года.

В сезоне 1984 года в команде сменились сразу оба пилота: одно место занял француз Патрик Тамбе и британец Дерек Уорик. Команда выставила на новый сезон болид Renault RE50. Шинниками в последний год оставалась компания Michelin.
Патрик Тамбе заработал очки в первой же гонке на Гран-при Бразилии, а Дереку Уорике не удалось финишировать, зато в следующих двух Гра-при в ЮАР и Бельгии он дважды поднялся на подиум на 3-е и 2-е места соответственно. На Гран-при Франции уже Патрик Тамбе завоевал свой первый и единственный подиум в сезоне, стартовав с поула он финишировал вторым. На Гран-при Монако Тамбе сломал ногу и в следующем Гран-при в Канаде не принимал участия.
Дерек Уорик ещё дважды набирал очки, оба раза финишировав на подиуме, вторым на Гран-при Великобритании и третьим на Гран-при Германии. Патрик Тамбе же смог заработать только очки (без подиумов) ещё на двух Гран-при: в Германии он был пятым, а в Нидерландов — шестым. На заключительной гонке сезона, в Португалии Renault выставила третьего пилота Филиппа Стрейффи. Дебют Стрейффи в Формуле-1 был не самым удачным ему пришлось сойти из за поломки трансмиссии.
Renault занял пятое место в Кубоке конструкторов с 34 очками. Команда больше не смогла выиграть не одной гонке, а преимущество в разработке турбомотора уже было потеряно. В конце сезона главный конструктор Мишель Тету и руководитель команды Жерар Ларрусс покинули свои посты.

##### Сезон 1985

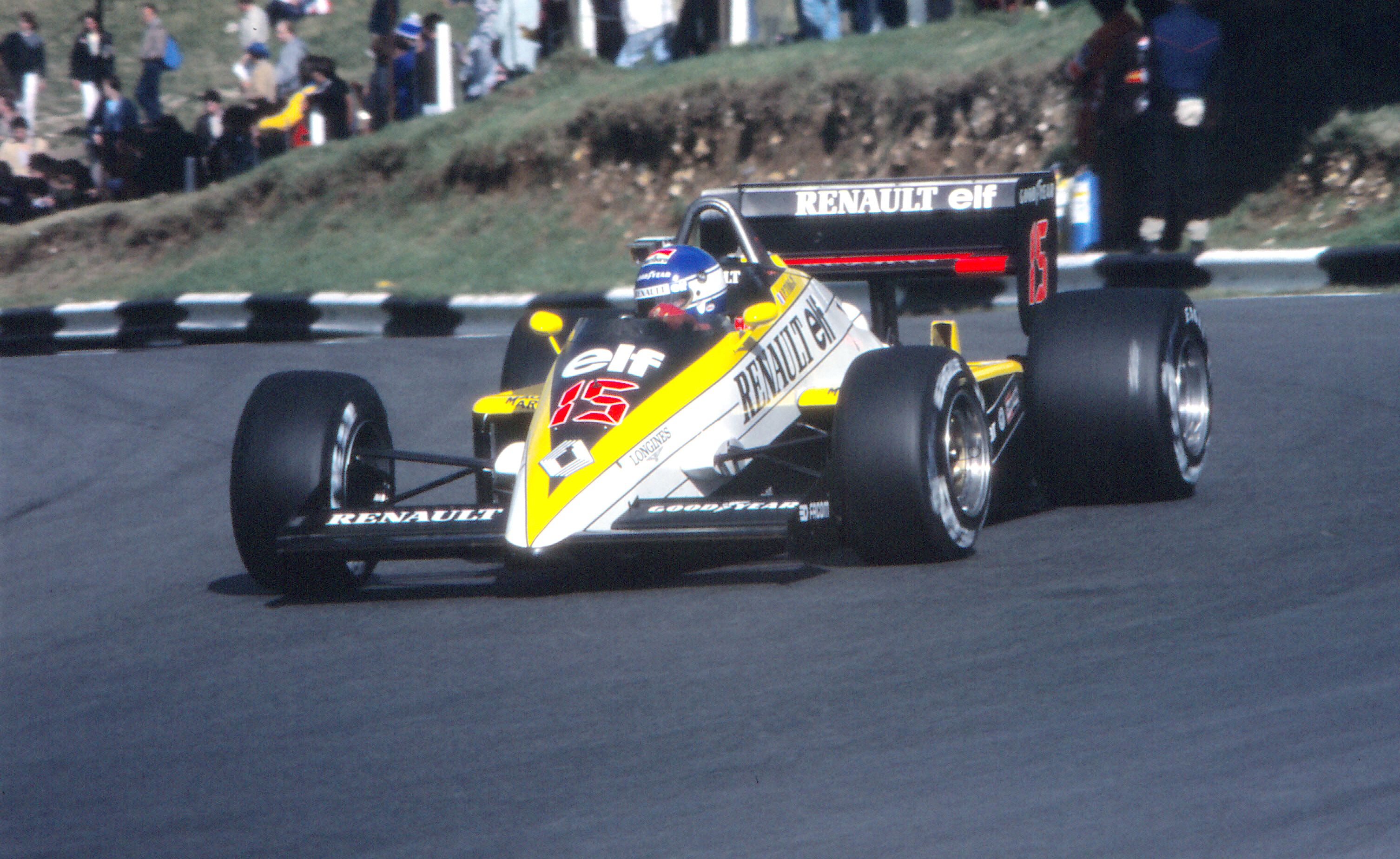
Патрик Тамбе пилотирует RE60B на Гран-при Европы 1985 года.

Сезон 1985 года был последним для команды в Формуле-1 в период 1977—1985 годов. Команду представляли те же пилоты что и в сезоне 1984 года Патрик Тамбе и Дерек Уорик. В последний сезон выступлений команда сменила поставщика шин, на смену Michelin пришли шинники Goodyear. На старте чемпионата конюшня представила новую модель болида Renault RE60 с турбо двигателем EF4B.
Как и в предыдущем сезоне Патрик Тамбе начал сезон с очков, финишировав на пятом место в Бразильском Гран-при, а в последующих двух приехав на 3 месте. Это были два первых и последних подиума у команды в сезоне. Первые очки Дерек Уорик заработал только на Гран-при Монако, финишировав на 5-м месте. На домашнем Гран-при во Франции с новой моделью болида RE60B Тамбе последний раз финишировал в очках на 6-м месте, а Уорик за пределами очков на 7-м месте.
На одну гонку в Германии команда выставила трёх пилотов. К Тамбе и Уорику на старте присоединился француз Франсуа Эсно, однако все трое сошли с дистанции. После этого ещё два раза за сезон Renault удалось заработать очки. Дерек Уорик финишировал 5-м на Гран-при Великобритании и 6-м на Гран-при Бельгии. На Гран-при ЮАР конюшня отказалась выходить на старт, бойкотировав Гран-при совместно с конюшней Ligier, из-за обострившейся проблемы расовой изоляции (апартеида) в Южной Африке.
В кубоке конструкторов Renault заработала всего 16 очков завершив сезон на 7-м месте. В то же время конюшня Lotus, которая использовала тот же двигатель, набрала 71 очко.
В 1985 году у концерна Renault возникли серьёзные финансовые проблемы, компания больше не могла оправдывать большие расходы, необходимые для поддержания конкурентоспособности гоночной команды. Генеральный директор Жорж Бесс закрыл спортивное подразделение Renault в Формуле-1 в качестве полноценной гоночной команды, оставив только участие как поставщика двигателей для других команд.

### Наследие

#### Команда 2002—2011 годов
16 марта 2000 года концерн Рено выкупил команду Бенеттон за 120 млн долларов, но сезон 2001 года команда провела под прежним именованием. Официально название было изменено в 2002 году. Флавио Бриаторе возглавил команду, а Майк Гаскойн стал техническим директором.
В сезоне 2011 года компания Lotus Cars выкупила большую часть акций команды и стала титульным спонсором, её полное название стало Лотус-Рено Гран-при (Lotus Renault GP) с 2012 года команда Renault была переименована в Лотус (Lotus F1 Team).

#### Команда 2016—2020 годов
28 сентября 2015 года Renault Sport F1 объявила о подписании договора между Renault Group и Gravity Motorsports, принадлежащей Genii Capital, о намерениях покупки команды Lotus F1 Team (которая принадлежала Renault до 2010 года) в течение следующих недель для выступления в сезоне-2016 как Renault F1 Team. 3 декабря 2015 года Renault подтвердила приобретение Lotus F1 Team и подготовку к сезону-2016, а также анонсировала презентацию в начале 2016 года, на которой был представлен пилотский состав и общая структура команды.
Начиная с сезона 2021 года команда была преобразована в новую команду Alpine.

## Результаты выступлений Renault в Формуле-1

### Результаты за последние пять лет
| Легенда к таблице |                                                                    |
| --- | ------------------------------------------------------------------ |
| В таблице перечислены результаты всех Гран-при Формулы-1, в которых принимала участие команда. Строками таблицы являются сезоны, столбцами — этапы чемпионата мира. В каждой клетке указаны сокращённое название этапа и результаты гонщиков команды, дополнительно обозначенные цветом. Расшифровка обозначений и цветов представлена в нижеследующей таблице. |                                                                    |
| \| Пример \| Описание \| \| ------------ \| ------------------------------------------------------------------ \| \| 1 \| Победитель \| \| 2 \| Второе место \| \| 3 \| Третье место \| \| 5 \| Финишировал, заработав очки \| \| Сход \| Не финишировал, но при этом заработал очки \| \| 12 \| Финишировал, не получив очков \| \| НКЛ \| Финишировал, но не попал в финальную классификацию \| \| 15 \| Участвовал вне зачёта, либо по отдельной классификации \| \| 18 \| Не финишировал, но попал в финальную классификацию \| \| Сход \| Не финишировал \| \| НКВ \| Не прошёл квалификацию \| \| НПКВ \| Не прошёл предквалификацию \| \| ДСК \| Дисквалифицирован \| \| ИСК \| Исключён из протокола соревнований \| \| ТТ \| Заявлен для участия только в тренировках \| \| НС \| Участвовал в квалификации, но не стартовал в гонке \| \| Т \| Травмирован или болен \| \| ОТК \| Отказ от участия \| \| НТР \| Прибыл на соревнования, но на трассу не выезжал \| \| НПР \| Был заявлен в числе участников, но не прибыл к началу соревнований \| \| О \| Соревнования отменены \| \| \| Не участвовал \| \| Поул-позиция \| \| \| Быстрый круг \| \| |                                                                    |
| Пример | Описание                                                           |
| 1 | Победитель                                                         |
| 2 | Второе место                                                       |
| 3 | Третье место                                                       |
| 5 | Финишировал, заработав очки                                        |
| Сход | Не финишировал, но при этом заработал очки                         |
| 12 | Финишировал, не получив очков                                      |
| НКЛ | Финишировал, но не попал в финальную классификацию                 |
| 15 | Участвовал вне зачёта, либо по отдельной классификации             |
| 18 | Не финишировал, но попал в финальную классификацию                 |
| Сход | Не финишировал                                                     |
| НКВ | Не прошёл квалификацию                                             |
| НПКВ | Не прошёл предквалификацию                                         |
| ДСК | Дисквалифицирован                                                  |
| ИСК | Исключён из протокола соревнований                                 |
| ТТ | Заявлен для участия только в тренировках                           |
| НС | Участвовал в квалификации, но не стартовал в гонке                 |
| Т | Травмирован или болен                                              |
| ОТК | Отказ от участия                                                   |
| НТР | Прибыл на соревнования, но на трассу не выезжал                    |
| НПР | Был заявлен в числе участников, но не прибыл к началу соревнований |
| О | Соревнования отменены                                              |
| | Не участвовал                                                      |
| Поул-позиция |                                                                    |
| Быстрый круг |                                                                    |

| Сезон | Шасси      | Двигатель                          | Ш | Гонщики       | 1    | 2    | 3    | 4    | 5    | 6    | 7    | 8    | 9    | 10   | 11   | 12   | 13   | 14   | 15   | 16   | Место | Очки |
| ----- | ---------- | ---------------------------------- | - | ------------- | ---- | ---- | ---- | ---- | ---- | ---- | ---- | ---- | ---- | ---- | ---- | ---- | ---- | ---- | ---- | ---- | ----- | ---- |
| 1981  | RE20B RE30 | Renault-Gordini EF1 1,5 V6T        | M |               | СШЗ  | БРА  | АРГ  | САН  | БЕЛ  | МОН  | ИСП  | ФРА  | ВЕЛ  | ГЕР  | АВТ  | НИД  | ИТА  | КАН  | СИЗ  |      | 54    | 3    |
| 1981  | RE20B RE30 | Renault-Gordini EF1 1,5 V6T        | M | Ален Прост    | Сход | Сход | 3    | Сход | Сход | Сход | Сход | 1    | Сход | 2    | Сход | 1    | 1    | Сход | 2    |      | 54    | 3    |
| 1981  | RE20B RE30 | Renault-Gordini EF1 1,5 V6T        | M | Рене Арну     | 8    | Сход | 5    | 8    | НКВ  | Сход | 9    | 4    | 9    | 13   | 2    | Сход | Сход | Сход | Сход |      | 54    | 3    |
| 1982  | RE30B      | Renault-Gordini EF1 1,5 V6T        | M |               | ЮАР  | БРА  | СШЗ  | САН  | БЕЛ  | МОН  | ДЕТ  | КАН  | НИД  | ВЕЛ  | ФРА  | ГЕР  | АВТ  | ШВА  | ИТА  | СИЗ  | 62    | 3    |
| 1982  | RE30B      | Renault-Gordini EF1 1,5 V6T        | M | Ален Прост    | 1    | 1    | Сход | Сход | Сход | 7    | НКЛ  | Сход | Сход | 6    | 2    | Сход | 8    | 2    | Сход | 4    | 62    | 3    |
| 1982  | RE30B      | Renault-Gordini EF1 1,5 V6T        | M | Рене Арну     | 3    | Сход | Сход | Сход | Сход | Сход | 10   | Сход | Сход | Сход | 1    | 2    | Сход | 16   | 1    | Сход | 62    | 3    |
| 1983  | RE30C RE40 | Renault-Gordini EF1 1,5 V6T        | M |               | БРА  | СШЗ  | ФРА  | САН  | МОН  | БЕЛ  | ДЕТ  | КАН  | ВЕЛ  | ГЕР  | АВТ  | НИД  | ИТА  | ЕВР  | ЮАР  |      | 79    | 2    |
| 1983  | RE30C RE40 | Renault-Gordini EF1 1,5 V6T        | M | Ален Прост    | 7    | 11   | 1    | 2    | 3    | 1    | 8    | 5    | 1    | 4    | 1    | Сход | Сход | 2    | Сход |      | 79    | 2    |
| 1983  | RE30C RE40 | Renault-Gordini EF1 1,5 V6T        | M | Эдди Чивер    | Сход | 13   | 3    | Сход | Сход | 3    | Сход | 2    | Сход | Сход | 4    | Сход | 3    | 10   | 6    |      | 79    | 2    |
| 1984  | RE50       | Renault EF4 1,5 V6T                | M |               | БРА  | ЮАР  | БЕЛ  | САН  | ФРА  | МОН  | КАН  | ДЕТ  | ДАЛ  | ВЕЛ  | ГЕР  | АВТ  | НИД  | ИТА  | ЕВР  | ПОР  | 34    | 5    |
| 1984  | RE50       | Renault EF4 1,5 V6T                | M | Патрик Тамбе  | 5    | Сход | 7    | Сход | 2    | Сход |      | Сход | Сход | 8    | 5    | Сход | 6    | Сход | Сход | 7    | 34    | 5    |
| 1984  | RE50       | Renault EF4 1,5 V6T                | M | Дерек Уорик   | Сход | 3    | 2    | 4    | Сход | Сход | Сход | Сход | Сход | 2    | 3    | Сход | Сход | Сход | 11   | Сход | 34    | 5    |
| 1984  | RE50       | Renault EF4 1,5 V6T                | M | Филип Стрейфф |      |      |      |      |      |      |      |      |      |      |      |      |      |      |      | Сход | 34    | 5    |
| 1985  | RE60 RE60B | Renault EF4B 1,5 V6T, EF15 1,5 V6T | G |               | БРА  | ПОР  | САН  | МОН  | КАН  | ДЕТ  | ФРА  | ВЕЛ  | ГЕР  | АВТ  | НИД  | ИТА  | БЕЛ  | ЕВР  | ЮАР  | АВС  | 16    | 7    |
| 1985  | RE60 RE60B | Renault EF4B 1,5 V6T, EF15 1,5 V6T | G | Патрик Тамбе  | 5    | 3    | 3    | Сход | 7    | Сход | 6    | Сход | Сход | 10   | Сход | 7    | Сход | 12   | ОТК  | Сход | 16    | 7    |
| 1985  | RE60 RE60B | Renault EF4B 1,5 V6T, EF15 1,5 V6T | G | Дерек Уорик   | 10   | 7    | 10   | 5    | Сход | Сход | 7    | 5    | Сход | Сход | Сход | Сход | 6    | Сход | ОТК  | Сход | 16    | 7    |
| 1985  | RE60 RE60B | Renault EF4B 1,5 V6T, EF15 1,5 V6T | G | Франсуа Эсно  |      |      |      |      |      |      |      |      | Сход |      |      |      |      |      |      |      | 16    | 7    |